# کالج رابرت
کالج رابرت (ترکی استانبولی: İstanbul Özel Amerikan Robert Lisesi) یا کالج آمریکایی رابرت استانبول یک مدرسه متوسطه خصوصی، شدیداً گزیننده و مختلط در ترکیه است.

## اطلاعات کلی
کالج رابرت، در سال ۱۸۶۳ از سوی «کریستوفور رابرت»، موسسه امور خیریه آمریکایی، و «کورش هاملین»، مبلغ فعال در زمینه آموزش و پرورش در بخش «ببک» منطقه بشیکتاش شهر استانبول بنیانگذاری شد.
این مدرسه، در محوطه ای جنگلزار با مساحت ۶۵ هکتار در قسمت اروپایی استانبول در منطقه بشیکتاش قرار دارد که، در سمت شرق با محله تاریخی «آرناووت‌کوی» و در غرب با محله مجلل «اولوس» هم‌جوار است.
کالج رابرت در سال ۱۸۶۳ تأسیس شده و قدیمی‌ترین مدرسه آمریکایی محسوب می‌شود که به‌طور مداوم و بی وقفه در خارج از ایالات متحده آمریکا فعالیت داشته‌است. این مدرسه، همواره صدرنشین رتبه‌بندی‌های بهترین مدارس خصوصی در ترکیه بوده و هست. مدرسه از فهرست طولانی از دانش آموختگان برجسته همچون کارآفرینان، سیاستمداران، روزنامه‌نگاران، هنرمندان، سه نخست‌وزیر ترکیه، ۴ نخست‌وزیر بلغارستان، تعداد زیادی از اعضاء کابینه دولت ترکیه، اورهان پاموک، نویسنده و رمان‌نویس اهل کشور ترکیه و برندهٔ جایزه نوبل ادبیات سال ۲۰۰۶، و… برخوردار می‌باشد.
کالج رابرت که عضو گروه مدارس جی-۳۰ است، توسط انجمن دولتی مدارس خصوصی ایالت نیویورک تاید اعتبار شده‌است.